# 木各具縣
木各具縣為緬甸馬圭省轄下的縣，其區域面積為8,310.2平方公里，2014年人口1,005,545人。該縣下分5個鎮區。木各具為該縣之首府。

## 鎮區
以下為木各具縣的鎮區：
- 棉因鎮（Myaing Township）
- 木各具鎮（Pwintbyu Township）
- 包鎮（Pauk Township）
- 瑟普鎮（Seikphyu Township）
- 耶瑟久鎮（Yesagyo Township）